# Tloque Nahuaque
Tloque Nahuaque, "Padrone di ciò che è lontano e di ciò che è vicino"; Moyocoyantzin, "Inventore di se stesso"; Ipalnemohua, "Colui che dà la vita". È la principale divinità del popolo azteco, Dio creatore e il ordenadore, creatore della prima coppia umana e capo supremo delle cinque età del mondo, o cinque soli. In origine era un dio del mistero e l'ignoto che implica un unico dio creatore di tutto ciò che esiste nel cosmo.

## Dio tolteca e azteca
Tloquenahuaque, o Tloque Nauhaque, il cui significato è «Dio sconosciuto e creatore di tutte le cose», è il titolo con cui il dio era adorato durante il regno di Nezahualcoyotl (1402- 1472). Costui, ritenendo troppo complesso il pantheon delle divinità azteche, cercò di riunificarlo in una singola divinità, Tloquenahuaque. Il suo tentativo non trovò alcun seguito nel popolo e rimase un esperimento isolato.
Manoscritto, Cantares Mexicanos/Biblioteca Nazionale del Messico)